# 服部真湖
服部 真湖（はっとり まこ、1961年〈昭和36年〉2月17日 - ）は、日本の女性タレント、女優。旧芸名、服部 まこである。芸能事務所アネモイエンタテインメントに所属する。

## 略歴・人物
- 東京都中央区日本橋人形町の出身で、15歳でモデルとしてスカウトされる[1]。
- 1978年夏季にカネボウ化粧品のキャンペーン「Mr.サマータイム」のキャンペーンガールでデビュー[2]する。
- 「中途半端に活動するのは嫌」として堀越高等学校を中退[1]する。
- 1984年から1991年までアメリカを拠点に活動し、英語とスペイン語に堪能である。
- フジテレビ「夜のヒットスタジオ」で、1985年から1989年まで世界各地から衛星中継するコーナーのレポーター兼通訳を務め、バイリンガルタレントの草分け的存在として注目を集める。
- 1987年に国際経営コンサルタントのアメリカ人と結婚して1991年に長女を出産するも、2017年8月に離婚[3]する。
- 1976年から90か国以上を訪ねたた経験と語学力を生かし、日本の伝統文化を継承して普及するべく、国際文化交流に力を注ぐ。
- 近年は山登りする様子をInstagramに投稿する。
- 弟がいる[1]。
- 日本橋の花街育ちで、ダンス、日舞、小唄、三味線が得手である。
- 洋菓子製作などを趣味に挙げる。

## 出演

### テレビ
- ドラフトクイズ（東京12チャンネル）
- 夜のヒットスタジオ（アメリカからの衛星中継リポーター）
  - ヒットスタジオInternational（1990年4月 - 9月） - 司会
- もっと過激にパラダイス（1993年度 第4土曜日、NHK BS2） - 司会
- 趣味悠々（サトウサンペイの中高年の海外旅行、フラダンス等、NHK教育） - 司会
- 住まい自分流 〜DIY入門〜（2005 - 2006年度、司会兼生徒、NHK教育）
- 料理天国（TBS）
- はなまるマーケット（1997年 - 2000年、TBS） - レギュラー
- ウイークエンド・ジョイ（1998年度、NHK BS2）
- BSふれあいホール（2004年 - 2006年度、NHK BS2） - 司会
- 医の情報館〜心と体の新科学〜（テレビ東京）

### テレビドラマ
- 一発逆転（1978年、関西テレビ）
- 親切（1979年3月25日、NHK総合） - 女子学生 役
- おやこ刑事（1979年、テレビ東京） - 大西操 役
- 七人の刑事 第67話「あばよ暴走族」（1979年、TBS）
- 鉄道公安官 第26話「セーラー服・危機一髪」（1979年、テレビ朝日）
- 翔んでますえ（1979年、よみうりテレビ）
- さよならお竜さん（1980年、毎日放送）
- 天皇の料理番（1980年、TBS）
- 翔んだパープリン（1981年、フジテレビ）
- 意地悪ばあさん 第24話「サクラサクの巻」（1982年、フジテレビ）
- ザ・サスペンス「愛の殺人切符」（1982年、TBS）
- 源九郎旅日記 葵の暴れん坊 第10話「つっぱり囃子の子守唄」（1982年、テレビ朝日）
- 鬼のいぬ間に（1982年、東海テレビ）
- 大江戸捜査網 第639話「振り袖お玉 情炎ふたり旅」（1984年、テレビ東京） - お玉 役
- 月曜ワイド劇場「女が会社に居すわるとき」（1984年、テレビ朝日）
- はなまるマーケット殺人事件（2000年、TBS）
- モメる門には福きたる（2013年、東海テレビ） - 大山みどり 役
- 月曜ゴールデン「十津川警部シリーズ51 京都〜小浜殺人迷路〜八百比丘尼伝説の怪〜」（2014年、TBS） - 山口敏子 役

### 映画
- 聖職の碑（1978年）
- 青春PARTII（1979年）
- ゴースト・イン・京都（1982年、アメリカ映画）
- パンツの穴（1984年）
- あなただけグッドナイト あゝ伝次郎（1985年）
- マギーへの伝言（1985年）
- 青空へシュート!（2001年） - 寺嶋千鶴 役
- 月と雷（2017年）- 田中一代 役

### CM
- カネボウ化粧品
  - 「スプレンスリップチックメロウカラー」「サンケーキ」（1978年）
- 花王
  - 「メリット」（1995年 - 1997年）
  - 「トイレマジックリンスプレー」（2001年 - 2004年）
- サントリーウエルネス「セサミンEX」（2015年 -

### その他
- 東京ディズニーランドのアトラクション"ミクロアドベンチャー!"のインタビュアー役
- m-flo 2ndアルバムEXPO EXPOでの万博リポーター役、1stアルバムリミックスのThe Replacement PercussionistsでのGlobal Astro Liner号中継リポーター役